# Колканнон
Колканнон (ирл. Cál ceannann — «белокочанная капуста», англ. Colcannon) — традиционное ирландское блюдо, которое готовится из картофельного пюре и кудрявой капусты или белокочанной капусты. Существует огромное количество рецептов колканнона, обычно подаётся, как гарнир к варёной ветчине, жареной грудинке, сосискам. Из-за своей дешевизны и доступности продуктов раньше это блюдо готовили круглый год, теперь это сезонное блюдо, которое готовят, как правило, осенью в сезон поспевания капусты.